# Chip og Chap
Chip og Chap (engelsk: Chip and Dale) er en tegnefilms- og tegneserie-duo bestående af to antropomorfiske jordegern skabt af The Walt Disney Company i 1943. 
Chip og Chap er brune tvillinger, den ene har en sort snude, den anden har en plysset hovedtop og stor rød snude og er lidt mere skør end Chip. De er i filmene især kendetegnet ved at være drilagtige og er som sådan fjender af både Anders And og Mickey Mouses hund Pluto. Der er dog lavet film med dem som hovedfigurer, hvor de ofte skændes.
I tegneserierne er de som i filmene bifigurer til Anders And, men har dog også deres egne serier, hvor de nogen gange kan være snedige og hjælpe andre af skovens dyr i nød.
De har også optrådt som hovedpersoner i serien om Nøddepatruljen, hvor de sammen med resten af deres hold bekæmper kriminalitet med en række smarte gadgets og deres egen snarrådighed.

## Tegnefilmsserie
- Chip og Chap: Nøddepatruljen
- Hos Mickey

## Tegnefilm
- Mickeys Magiske Jul - Sneet Inde Hos Mickey
- Mickey Fejrer Jul med Alle sine venner

## Kortfilm
- Anders Ands Ønskejul med Mickey Mouse og Venner
- Disney's Skatkammer
- Vild med Chip og Chap